# Grotjahn-Stiftung

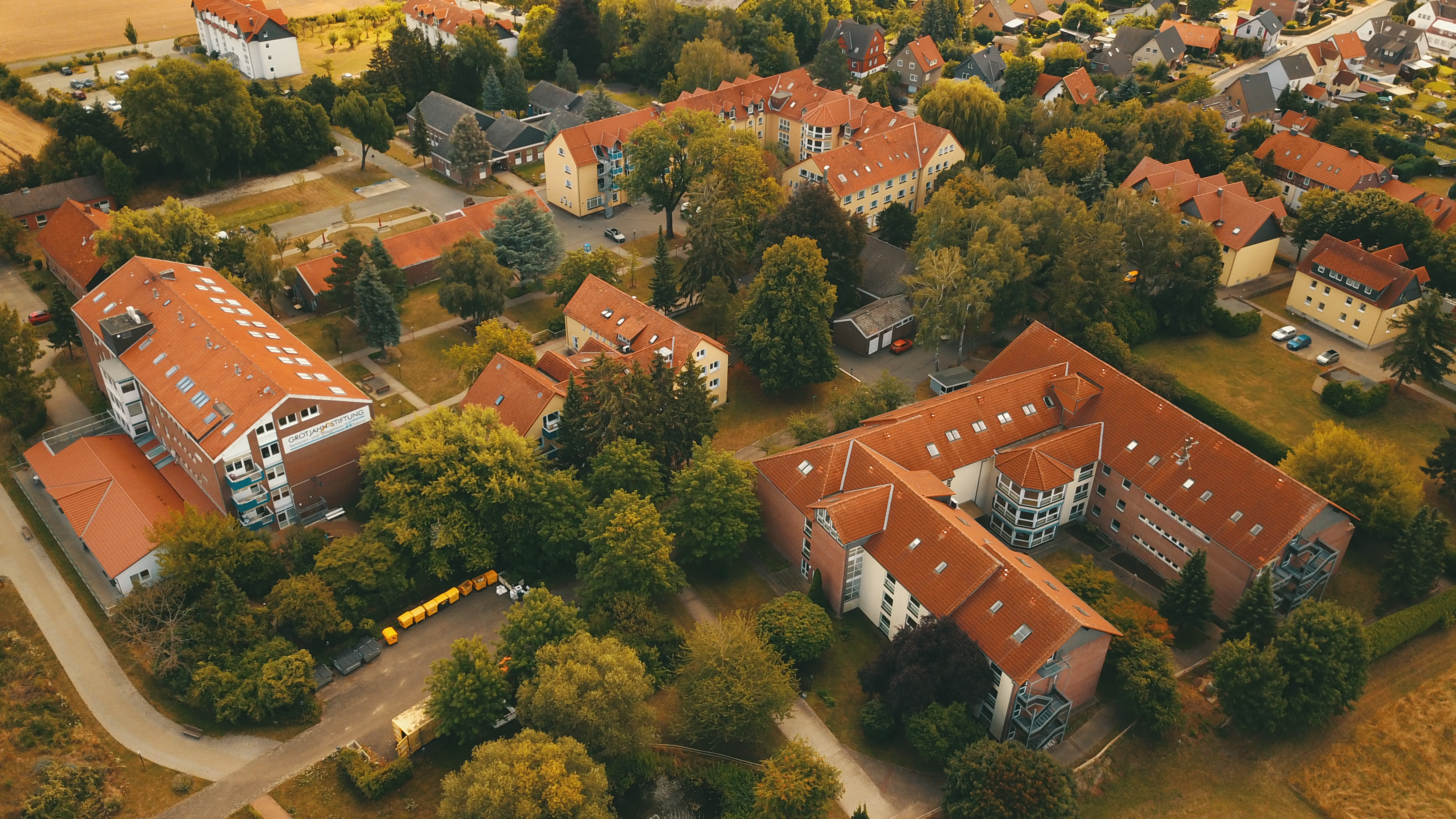
Die Grotjahn-Stiftung heute.

Die Grotjahn-Stiftung zu Schladen wurde am 12. Mai 1851 durch die Initiative von Heinrich Grotjahn (1794–1872) als Rettungshaus mit landwirtschaftlichem Betrieb ins Leben gerufen.

## Geschichte
Aus den Anfangsjahren ist außer den Protokollbüchern und wenigen Jahresberichten kaum etwas erhalten geblieben. Die heutigen Bauten lassen keine Rückschlüsse auf die der Gründerzeit zu. Selbst der wiedererrichtete Brunnen steht wahrscheinlich nicht an seinem ursprünglichen Ort. An Stelle des damaligen „Rettungshauses für sittlich verwahrloste Knaben“ trat mit Beschluss vom 14. September 1929 im Verlauf des Folgejahres ein Senioren- und Pflegeheim.
Geblieben sind nur das Areal, der Name Grotjahn und die Stiftung selbst als eine soziale Einrichtung, die der evangelisch-lutherischen Kirche nahesteht und Mitglied des Diakonischen Werkes der Braunschweiger Landeskirche ist. Auch wenn sie im Laufe der Zeit mit ihren unterschiedlichen politischen Systemen und gesellschaftlichen Gegebenheiten – während des Deutschen Bundes, des Kaiserreichs, der Weimarer Republik, des Nationalsozialismus, der alten Bundesrepublik Deutschland bis hin zur heutigen Bundesrepublik – einem erheblichen Wandel unterlag, heute eine andere Aufgabe übernommen hat und kaum mehr etwas an den einstigen landwirtschaftlichen Betrieb erinnert, so basiert das heutige Leben in der Grotjahn-Stiftung doch auf diesen Anfangsjahren.
Durch eine Privatinitiative, später unterstützt von „christlicher Mildtätigkeit“ und Staat, wurde damals eine Institution geschaffen, die sich die christliche Sozialarbeit zur Aufgabe und Tradition gemacht hat.
Heute betreibt die Grotjahn-Stiftung zu Schladen zwei Betriebe:
- Grotjahn-Stiftung gGmbH Alten- und Pflegeheim (238 Betten)
- Diakonie-/Sozialstation Schladen gGmbH

Die Grotjahn-Stiftung selbst vermietet 68 Wohnungen mit dem Angebot "Wohnen mit Service".